# 林上凱
林上凱（1996年2月2日—），台灣男子羽毛球運動員，畢業於高雄中學，後就讀國立高雄大學運動競技學系。現隸屬亞柏羽球隊。

## 簡歷
2014年5月，林上凱代表高雄中學出戰世界中學生羽毛球錦標賽，最終奪得一面男子組團體金牌。
2017年9月，林上凱與楊博軒在越南羽毛球大獎賽準決賽以1比2敗於印尼的瓦赫尤·那亞卡·阿亞·邦卡亞尼拉/阿迪·尤蘇夫·桑托索，寫下個人於國際賽的最佳成績。
2017年10月，林上凱代表雲林縣參加全國運動會羽球比賽，與搭檔李芳任在準決賽以0比2（8-21、11-21）敗於臺北市的蘇敬恒/林家佑。銅牌戰時以直落二擊敗臺中市的田子傑/黃柏睿，獲得銅牌。
2018年8月，林上凱改與學長曾敏豪參加越南羽毛球公開賽，最終於準決賽敗於李勝木/楊博軒，止步四強。

## 主要比賽成績
只列出曾進入準決賽的國際賽事成績：
| 年份   | 賽事                     | 公開賽級別 | 項目     | 搭檔   | 成績   |
| ------ | ------------------------ | ---------- | -------- | ------ | ------ |
| 2014年 | 斯里蘭卡羽毛球國際賽     | 國際挑戰賽 | 男子雙打 | 張瑄文 | 準決賽 |
| 2014年 | 奧克蘭羽毛球國際賽       | 國際系列賽 | 混合雙打 | 蔡欣佑 | 準決賽 |
| 2016年 | 懷卡托羽毛球國際賽       | 未來系列賽 | 男子雙打 | 盧敬堯 | 準決賽 |
| 2017年 | 越南羽毛球大獎賽         | 大獎賽     | 男子雙打 | 楊博軒 | 準決賽 |
| 2018年 | 越南羽毛球公開賽         | 超級100賽  | 男子雙打 | 曾敏豪 | 準決賽 |
| 2018年 | 比利時羽毛球國際賽       | 國際挑戰賽 | 男子雙打 | 曾敏豪 | 準決賽 |
| 2018年 | 波蘭羽毛球國際賽         | 國際系列賽 | 男子雙打 | 曾敏豪 | 冠軍   |
| 2018年 | 馬來西亞羽毛球國際系列賽 | 國際系列賽 | 男子雙打 | 曾敏豪 | 亞軍   |
| 2020年 | 斯洛伐克羽毛球公開賽     | 未來系列賽 | 男子雙打 | 曾敏豪 | 冠軍   |
| 2020年 | 斯洛伐克羽毛球公開賽     | 未來系列賽 | 混合雙打 | 黃宥薰 | 準決賽 |
| 2022年 | 比利時羽毛球國際賽       | 國際挑戰賽 | 男子雙打 | 盧明哲 | 準決賽 |
| 2023年 | 波恩羽毛球國際賽         | 未來系列賽 | 男子雙打 | 陳柏元 | 冠軍   |

| 2007-2017年 | 首要超級賽 | 超級賽 | 黃金大獎賽 | 大獎賽 | 國際挑戰賽 | 國際系列賽 | 未來系列賽 | 其他 |

| 2018-2026年 | 總決賽 | 超級1000賽 | 超級750賽 | 超級500賽 | 超級300賽 | 超級100賽 | 國際挑戰賽 | 國際系列賽 | 未來系列賽 | 其他 |

### 奧運會和世錦賽參賽紀錄
|          | 搭檔   | 2019 |
| -------- | ------ | ---- |
| 男子雙打 | 曾敏豪 | 32強 |